# Черноголовый ибис
Черноголо́вый и́бис, или инди́йский и́бис (лат. Threskiornis melanocephalus) — птица из семейства ибисовых.

## Описание
Черноголовый ибис длиной примерно от 50 до 90 см, самцы несколько больше чем самки. Клюв длинный, тонкий и согнут вниз. Оперение полностью окрашено в белый цвет. Передняя часть шеи, а также голова не имеют перьев, на этих местах видна чёрная кожа. Оба пола имеют одинаковую окраску оперения.

## Распространение
Черноголовый ибис распространён в Индии, Пакистане, Бирме и Таиланде, известны залёты в южное Приморье. Его ближайшие родственники — это священный и молуккский ибис. Птицы обитают преимущественно вблизи водоёмов.

## Размножение
Черноголовый ибис гнездится в колониях, частично с другими видами ибисов. Гнездо находится на земле, в подлеске или на деревьях. Самка откладывает от 2 до 4 яиц, которые высиживает примерно 21 день. При кормлении птенец неоднократно хватает своим клювом за клюв родительской птицы, после чего та отрыгивает содержание глотки птенцу. Молодые птицы становятся самостоятельными примерно через 5—6 недель.

## Питание
Своим длинным клювом черноголовый ибис роется в земле или осадочной породе в поисках насекомых, раков и других мелких животных. При случае маленькие грызуны или рептилии также могут стать его добычей.

## Прочее
Стаи птиц летают преимущественно линейным или клиновидным строем.